# Cachrys libanotis
Cachrys libanotis — вид рослин родини зонтичні (Apiaceae).

## Морфологія
Багаторічна, трав'яниста рослина. Стебла до 120 см. Прикореневі листки (яких 3–6) перисторозсічені. Плоди 6.7—11 × 4.5—6.3 мм, яйцеподібні. 2n = 20, 22, 26.

## Поширення, біологія
Населяє південь Піренейського півострова, дюни і пляжі, особливо на узбережжі на висотах 0-100 м над рівнем моря.
Цвіте з квітня по червень.